# Мередіт Текс
Мередіт Текс (18 вересня 1942 — 25 вересня 2022) — американська письменниця-феміністка та політична активістка.

## Життєпис
Народилася 18 вересня 1942 року в Мілвокі, штат Вісконсин, у сім'ї лікаря Арчі Текса та Марти Брейзі Текс. У 1960 році навчалася у середній школі у Вайтфіш-Бей у Вайтфіш-Бей, штат Вісконсин. У 1961 році вона представляла Brandeis на «College Bowl». Отримала національну стипендію за заслуги та була студенткою у дванадцятому випуску Брандейського університету у 1964 році. Наступні чотири роки провела в Біркбекському коледжі Лондонського університету як стипендіатка Фулбрайта та Вудро Вільсона.

## Особисте життя
Текс була єврейкою. Була у шлюбі з Джонатаном Шварцом та з Маршалом Берманом. Народила двох дітей, Корі Текс та Елайджу Текс-Бермана.
Померла 25 вересня 2022 року.

## Кар'єра
Попри «мрії про блискучу кар'єру в мистецтві», Текс відмовилася від ідеї академічної діяльності та стала письменницею й активісткою. Після повернення до США співзаснувала «Хліба та троянд», соціалістичну жіночу визвольну організацію в Бостоні, і приєдналася до Жовтневої ліги. Есе Текс 1970 року «Жінка та її розум: Історія повсякденного життя» вважається класичним документом жіночого визвольного руху США. Вона є авторкою історичної книги «Повстання жінок: феміністська солідарність і класовий конфлікт, 1880—1917» (1980; 2001); двох історичних романів «Рівінгтон-стріт» (1982; 2001) і «Юніон-сквер» (1988; 2001), а також книги з малюнками для дітей «Сім'ї» (1981; 1996, 1998), яку критикувала Християнська коаліція за нетрадиційний підхід до структури сім'ї. У 1995 році Текс написала брошуру «Сила слова: Культура, цензура та голос» про гендерну цензуру разом з Марджорі Агосін, Ама Ата Айду, Рітою Менон, Ніною Роска та Марієллою Сала.
Документи, зібрані Текс, знаходяться в Центрі жіночої історії та культури Саллі Бінгем при Дюкському університеті. Її усну історію створили у 2004 році у рамках програми «Голоси фемінізму» у збірці Софії Сміт. Вона написала книгу «Double Bind: The Muslim Right, the Anglo-American Left, and Universal Human Rights», у якій критикує підтримку правого ісламізму лівими. Текс також написала багато політичних і літературних есе для «Нейшн», «Вілледж войс», «Ґардіан», «Діссент», openDemocracy та інших видань. Деякі з її есе та блог містяться на її особистому вебсайті.
Текс була членом Чиказької спілки визволення жінок, а також співголовою-засновницею Комітету з прав на аборти та проти зловживань стерилізацією, піонерської організації з репродуктивних прав. У 1986 році Текс та Грейс Палі стали співголовами-засновницями жіночого комітету Американського жіночого ПЕН-центру. Згодом вона стала першою головою Комітету письменниць Міжнародного ПЕН-клубу, а у 1994 році президентом-засновницею Women's WORLD, глобальної мережі письменниць-феміністок зі свободою слова. У 2011 році Мередіт Пекс стала головою правління Центру світського простору, аналітичного центру та групи захисту прав людини, місія якої — протистояння фундаменталізму, посилення світських голосів і сприяння універсальності прав людини.
У 2022 році Мередіт Текс написала про необхідність феміністичного руху нарівні з Захопи Волл-стріт і Black Lives Matter, які заперечувались організаторами Маршу жінок.